# Matthew Sheridan
Matthew Benjamin Sheridan (Wellington, 9 maggio 2004) è un calciatore neozelandese, centrocampista del Wellington Phoenix.

## Carriera

### Club
Sheridan è cresciuto nel settore giovanile del Wellington Phoenix, con cui ha firmato il primo contratto il 19 dicembre 2020. Ha debuttato in prima squadra il 25 novembre 2023 nell'incontro di A-League Men vinto 1-0 contro il Melbourne City.

### Nazionale
Nel 2024 è stato convocato dalla nazionale olimpica neozelandese per partecipare ai Giochi della XXXIII Olimpiade in qualità di giocatore di riserva. In seguito è stato integrato nella squadra principale per il match inaugurale contro la Guinea in seguito all'infortunio di Ben Old.